# Box-office Italie 2016-2017
Cet article traite du box-office de la saison cinématographique 2016-2017 en Italie.

## Palmarès selon les recettes
| Rang | Titre                                          | Pays                                            | Réalisateur                       | Recettes Italie (€) | Entrées Italie |
| ---- | ---------------------------------------------- | ----------------------------------------------- | --------------------------------- | ------------------- | -------------- |
| 1    | La Belle et la Bête                            | Drapeau des États-Unis                          | Bill Condon                       | 23 890 275          | 3 219 211      |
| 2    | Le Monde de Dory                               | Drapeau des États-Unis                          | Andrew Stanton                    | 15 182 590          | 2 407 566      |
| 3    | Les Animaux fantastiques                       | Drapeau des États-Unis · Drapeau du Royaume-Uni | David Yates                       | 14 935 898          | 2 242 836      |
| 4    | Cinquante nuances plus sombres                 | Drapeau des États-Unis                          | James Foley                       | 14 874 723          | 2 161 662      |
| 5    | Fast and Furious 8                             | Drapeau des États-Unis                          | F. Gary Gray                      | 14 710 441          | 2 073 170      |
| 6    | Vaiana : La Légende du bout du monde           | Drapeau des États-Unis                          | Ron Clements et John Musker       | 14 369 297          |                |
| 7    | Comme des bêtes                                | Drapeau des États-Unis                          | Chris Renaud et Yarrow Cheney     | 13 329 962          |                |
| 8    | Pirates des Caraïbes : La Vengeance de Salazar | Drapeau des États-Unis                          | Joachim Rønning et Espen Sandberg | 12 517 801          | 1 835 864      |
| 9    | Inferno                                        | Drapeau des États-Unis                          | Ron Howard                        | 12 431 321          |                |
| 10   | Suicide Squad                                  | Drapeau des États-Unis                          | David Ayer                        | 12 039 721          |                |
| 11   | L'ora legale                                   | Drapeau de l'Italie                             | Ficarra et Picone                 | 10 235 063          | 1 807 170      |
| 12   | Rogue One: A Star Wars Story                   | Drapeau des États-Unis                          | Gareth Edwards                    | 10 143 229          |                |
| 13   | Mister Felicità                                | Drapeau de l'Italie                             | Alessandro Siani                  | 10 038 446          | 1 686 802      |

## Palmarès des films italiens selon les recettes
| Rang | Titre                                      | Pays                | Réalisateur                                       | Recettes Italie (€) | Entrées Italie |
| ---- | ------------------------------------------ | ------------------- | ------------------------------------------------- | ------------------- | -------------- |
| 1    | L'ora legale                               | Drapeau de l'Italie | Ficarra et Picone                                 | 10 235 063          | 1 807 170      |
| 2    | Mister Felicità                            | Drapeau de l'Italie | Alessandro Siani                                  | 10 038 446          | 1 686 802      |
| 3    | Poveri ma ricchi (it)                      | Drapeau de l'Italie | Fausto Brizzi                                     | 6 832 893           | 886 257        |
| 4    | Mamma o papà? (it)                         | Drapeau de l'Italie | Riccardo Milani                                   | 4 515 405           | 768 501        |
| 5    | Natale a Londra - Dio salvi la regina (it) | Drapeau de l'Italie | Volfango De Biasi (it)                            | 4 320 977           |                |
| 6    | Bienvenue en Sicile                        | Drapeau de l'Italie | Pierfrancesco Diliberto                           | 3 956 802           |                |
| 7    | Beata ignoranza (it)                       | Drapeau de l'Italie | Massimiliano Bruno                                | 3 778 261           | 701 293        |
| 8    | Non c'è più religione (it)                 | Drapeau de l'Italie | Luca Miniero                                      | 3 584 327           |                |
| 9    | Smetto quando voglio - Masterclass (it)    | Drapeau de l'Italie | Sydney Sibilia (it)                               | 3 257 774           | 638 536        |
| 10   | Fuga da Reuma Park (it)                    | Drapeau de l'Italie | Aldo, Giovanni et Giacomo et Morgan Bertacca (it) | 2 971 779           |                |

## Le premier film chaque semaine
| no | Date (à partir du) | Film no 1                                      | Pays                                                                 | Recettes (€)  |
| -- | ------------------ | ---------------------------------------------- | -------------------------------------------------------------------- | ------------- |
| 1  | 7 août 2016        | Dans le noir                                   | Drapeau des États-Unis                                               | 581 007       |
| 2  | 14 août 2016       | Suicide Squad                                  | Drapeau des États-Unis                                               | 1,92 million  |
| 3  | 21 août 2016       | Suicide Squad                                  | Drapeau des États-Unis                                               | 2,62 millions |
| 4  | 28 août 2016       | L'Âge de glace : Les Lois de l'Univers         | Drapeau des États-Unis                                               | 1,85 million  |
| 5  | 4 septembre 2016   | Avant toi                                      | Drapeau des États-Unis · Drapeau du Royaume-Uni                      | 1,90 million  |
| 6  | 11 septembre 2016  | Avant toi                                      | Drapeau des États-Unis · Drapeau du Royaume-Uni                      | 1,32 million  |
| 7  | 18 septembre 2016  | Le Monde de Dory                               | Drapeau des États-Unis                                               | 5,57 millions |
| 8  | 25 septembre 2016  | Le Monde de Dory                               | Drapeau des États-Unis                                               | 3,04 millions |
| 9  | 2 octobre 2016     | Le Monde de Dory                               | Drapeau des États-Unis                                               | 2,13 millions |
| 10 | 9 octobre 2016     | Comme des bêtes                                | Drapeau des États-Unis                                               | 4,58 millions |
| 11 | 16 octobre 2016    | Inferno                                        | Drapeau des États-Unis                                               | 4,51 millions |
| 12 | 23 octobre 2016    | Inferno                                        | Drapeau des États-Unis                                               | 2,73 millions |
| 13 | 30 octobre 2016    | Doctor Strange                                 | Drapeau des États-Unis                                               | 1,64 million  |
| 14 | 6 novembre 2016    | La Fille du train                              | Drapeau des États-Unis                                               | 1,64 million  |
| 15 | 13 novembre 2016   | La Fille du train                              | Drapeau des États-Unis                                               | 1,15 million  |
| 16 | 20 novembre 2016   | Les Animaux fantastiques                       | Drapeau des États-Unis                                               | 5,93 millions |
| 17 | 27 novembre 2016   | Les Animaux fantastiques                       | Drapeau des États-Unis                                               | 3,20 millions |
| 18 | 4 décembre 2016    | Sully                                          | Drapeau des États-Unis                                               | 2,17 millions |
| 19 | 11 décembre 2016   | Sully                                          | Drapeau des États-Unis                                               | 1,90 million  |
| 20 | 18 décembre 2016   | Rogue One: A Star Wars Story                   | Drapeau des États-Unis                                               | 3,08 millions |
| 21 | 25 décembre 2016   | Vaiana : La Légende du bout du monde           | Drapeau des États-Unis                                               | 1,66 million  |
| 22 | 1er janvier 2017   | Vaiana : La Légende du bout du monde           | Drapeau des États-Unis                                               | 2,93 millions |
| 23 | 8 janvier 2017     | Mister Felicità                                | Drapeau de l'Italie                                                  | 3,18 millions |
| 24 | 15 janvier 2017    | Beauté cachée                                  | Drapeau des États-Unis                                               | 2,11 millions |
| 25 | 22 janvier 2017    | L'ora legale                                   | Drapeau de l'Italie                                                  | 3,25 millions |
| 26 | 29 janvier 2017    | L'ora legale                                   | Drapeau de l'Italie                                                  | 2,43 millions |
| 27 | 5 février 2017     | La La Land                                     | Drapeau des États-Unis                                               | 1,68 million  |
| 28 | 12 février 2017    | Cinquante nuances plus sombres                 | Drapeau des États-Unis                                               | 6,42 millions |
| 29 | 19 février 2017    | Cinquante nuances plus sombres                 | Drapeau des États-Unis                                               | 2,86 millions |
| 30 | 26 février 2017    | La Grande Muraille                             | Drapeau des États-Unis · Drapeau de la République populaire de Chine | 1,32 million  |
| 31 | 5 mars 2017        | Logan                                          | Drapeau des États-Unis                                               | 2,03 millions |
| 32 | 12 mars 2017       | Kong: Skull Island                             | Drapeau des États-Unis                                               | 1,44 million  |
| 33 | 19 mars 2017       | La Belle et la Bête                            | Drapeau des États-Unis                                               | 6,92 millions |
| 34 | 26 mars 2017       | La Belle et la Bête                            | Drapeau des États-Unis                                               | 4,70 millions |
| 35 | 2 avril 2017       | La Belle et la Bête                            | Drapeau des États-Unis                                               | 2,29 millions |
| 36 | 9 avril 2017       | Les Schtroumpfs et le Village perdu            | Drapeau des États-Unis                                               | 822 289       |
| 37 | 16 avril 2017      | Fast and Furious 8                             | Drapeau des États-Unis                                               | 6,16 millions |
| 38 | 23 avril 2017      | Fast and Furious 8                             | Drapeau des États-Unis                                               | 2,54 millions |
| 39 | 30 avril 2017      | Les Gardiens de la Galaxie Vol. 2              | Drapeau des États-Unis                                               | 2,20 millions |
| 40 | 7 mai 2017         | Les Gardiens de la Galaxie Vol. 2              | Drapeau des États-Unis                                               | 1,12 million  |
| 41 | 14 mai 2017        | Alien: Covenant                                | Drapeau des États-Unis                                               | 1,13 million  |
| 42 | 21 mai 2017        | Alien: Covenant                                | Drapeau des États-Unis                                               | 542 470       |
| 43 | 28 mai 2017        | Pirates des Caraïbes : La Vengeance de Salazar | Drapeau des États-Unis                                               | 4,08 millions |
| 44 | 4 juin 2017        | Pirates des Caraïbes : La Vengeance de Salazar | Drapeau des États-Unis                                               | 2,4 millions  |
| 45 | 11 juin 2017       | La Momie                                       | Drapeau des États-Unis                                               | 1,55 million  |
| 46 | 18 juin 2017       | La Momie                                       | Drapeau des États-Unis                                               | 799 797       |
| 47 | 25 juin 2017       | Transformers: The Last Knight                  | Drapeau des États-Unis                                               | 1,82 million  |
| 48 | 2 juillet 2017     | Transformers: The Last Knight                  | Drapeau des États-Unis                                               | 901 011       |
| 49 | 9 juillet 2017     | Spider-Man: Homecoming                         | Drapeau des États-Unis                                               | 2,65 millions |
| 50 | 16 juillet 2017    | Spider-Man: Homecoming                         | Drapeau des États-Unis                                               | 1,28 million  |
| 51 | 23 juillet 2017    | Spider-Man: Homecoming                         | Drapeau des États-Unis                                               | 720 617       |
| 52 | 30 juillet 2017    | Spider-Man: Homecoming                         | Drapeau des États-Unis                                               | 439 526       |